# NGC 7164-2
NGC 7164-2 (другие обозначения — PGC 67673, ZWG 377.6) — галактика в созвездии Водолей.
Этот объект не входит в число перечисленных в оригинальной редакции «Нового общего каталога» и был добавлен позднее.